# Jérôme Dhien
Pour les articles homonymes, voir Dhien.
Pas d'image ? Cliquez ici

a Compétitions nationales et continentales officielles uniquement.

Dernière mise à jour le 19 mars 2018.
Jérôme Dhien, né le 26 août 1973 à Voiron, est un ancien joueur de rugby à XV évoluant au poste de troisième ligne ou deuxième ligne.
Après avoir joué pour le SO Voiron, Jérôme Dhien évolue au FC Grenoble en Top 16 de 1995 à 2000 et dispute une demi-finale de championnat de France en 1998-1999 et s'incline à quatre minutes de la fin du match contre l'AS Montferrand.
Il participe l'année suivante à la Coupe d'Europe où Grenoble sera la seule équipe à battre les Anglais des Northampton Saints, futurs vainqueurs de l’épreuve.
Il poursuit sa carrière au FC Auch (2000-2001), à Aviron bayonnais (2001-2003) et au Stade montois (2003-2012).

## Palmarès

### Avec le FC Grenoble
- Championnat de France de première division :
  - Demi-finaliste (1) : 1999

### Avec le Stade montois
- Championnat de France de Pro D2 :
  - Vice-champion (2) : 2008 et 2012

### Avec le FC Auch
- Coupe de la Ligue :
  - Finaliste (1) : 2001